# Günther Blumentritt
Günther Blumentritt, född 10 februari 1892 i München, död 12 oktober 1967 i München, var en tysk militär. Han befordrades till generalmajor 1942 och till general i infanteriet 1944. Han erhöll Riddarkorset av Järnkorset med eklöv 1945.

## Biografi
Blumentritt hade ett antal befattningar vid olika generalstaber från november 1938 till januari 1943. Han blev allvarligt skadad vid en järnvägsolycka i januari 1943 och tillbringade nästan sex månader på ett armésjukhus i Hannover. Efter detta hade han specialuppdrag vid arméns överkommando och vid armégrupp syd fram till juni 1944. Under krigets sista halvår hade Blumentritt ett antal korta kommenderingar och han slutade sin karriär som överbefälhavare i Schleswig-Holstein i maj 1945.
Han var i brittisk krigsfångenskap juni–december 1945 och i amerikansk fångenskap december 1945 – december 1947.

## Populärkultur
- I filmen Den längsta dagen från 1962 porträtteras Blumentritt av den österrikiske skådespelaren Curd Jürgens.
- I filmen Rommel från 2012 porträtteras Blumentritt av den tyske skådespelaren Oliver Nägele.

## Utmärkelser
Första världskriget
- Järnkorset
  - Andra klassen: 29 september 1914
  - Första klassen: 18 mars 1916
- Schwarzburgska hederskorset av tredje klassen med svärd: 3 januari 1915
- Hohenzollerska husordens riddarkors med svärd: 7 juli 1918
- Såradmärket i svart: augusti 1918

Mellankrigstiden
- Wehrmachts tjänsteutmärkelse av IV–I klassen: 2 oktober 1936
- Anschlussmedaljen (Medaille zur Erinnerung an den 13. März 1938)
- Sudetenlandmedaljen (Medaille zur Erinnerung an den 1. Oktober 1938) med Pragspännet

Andra världskriget
- Ärekorset
- Tilläggsspänne till Järnkorset
  - Andra klassen: 19 september 1939
  - Första klassen: 29 september 1939
- Sankt Savaorden av andra klassen: 23 oktober 1939
- Tyska korset i guld: 26 januari 1942
- Östfrontsmedaljen: 7 augusti 1942
- Riddarkorset av Järnkorset med eklöv
  - Riddarkorset: 13 september 1944
  - Eklöv: 18 februari 1945